# 小泉文夫音楽賞
小泉文夫音楽賞（こいずみふみおおんがくしょう、英語: Fumio Koizumi Prize）は、民族音楽学における業績に対して、1989年より、日本の東京で授与されている国際的な学術賞。公益信託小泉文夫記念民族音楽基金が、例年、小泉の誕生日とされる4月4日に発表している。受賞者は、賞状と賞金を受け取る。受賞者は授賞式に出席する義務があり、受賞講演をおこなうとともに、自身が選んだ日本のいずれかの大学においても別途講演をおこなう義務をもつが、実際には、授賞式への欠席、講演の代読がおこなわれた例もある。

## 候補者と選考
例年秋に、その年度の受賞候補者の推薦を、世界各地の民族音楽研究機関や関連領域の有識者に依頼し、それに基づいて選考委員会が受賞者を決定する。

## 歴史
小泉文夫記念民族音楽基金は、小泉文夫（1927年-1983年）教授の未亡人であった小泉三枝子（加古三枝子）が、1989年10月11日に、亡き夫の民族音楽学に捧げた生涯を記念し、この分野において重要な貢献をした個人や団体を顕彰するために設立したものである。第1回の小泉文夫音楽賞は、翌年1990年4月にイギリスの民族音楽学者ジョン・ブラッキングと東京芸術大学民族音楽ゼミナールに授与された。本賞の顕彰活動は、第31回授賞式（2021年6月3日に東京で開催）をもって終了となった。
2021年までに、42人、6団体が受賞した。受賞者とその受賞理由の一覧は、賞の公式サイトに公開されている。第21回 2009年以降の受賞講演のテキストも、ウェブサイトで公開されている。

## 受賞者一覧
各年度の授賞式は、翌年春におこなわれる。
第1回 1989年度
- ジョン・ブラッキング（英語版） -  イギリス ベルファスト クイーンズ大学 名誉教授
- 東京芸術大学民族音楽ゼミナール（代表 小柴はるみ[7]） 日本

第2回 1990年度
- 東儀季信[8] -   日本 カリフォルニア大学ロサンゼルス校 民族音楽学・体系的音楽学部門 講師、雅楽奏者
- 国立音楽大学楽器資料館（代表 郡司すみ) 日本

第3回 1991年度
- ホセ・マセダ  フィリピン フィリピン大学名誉教授
- 井野辺潔 -  日本 大阪音楽大学教授

第4回 1992年度
- ウイリアム・P・マルム（英語版） -  アメリカ合衆国 ミシガン大学教授
- 中川真 -  日本 京都市立芸術大学助教授

第5回 1993年度
- ブルーノ・ネトル -  アメリカ合衆国 イリノイ大学名誉教授

第6回 1994年度
- チャン・ヴァン・ケー（英語版） -  ベトナム パリ・ソルボンヌ大学（パリ第4大学）名誉教授・フランス国立科学研究センター長)

第7回 1995年度
- 黄翔鹏 (Huang Xiangpeng)（中国語版） -  中華人民共和国 中国芸術研究院音楽研究所教授、元所長

第8回 1996年度
- 谷本一之 -  日本 北海道立アイヌ民族文化研究センター所長

第9回 1997年度
- ジャン＝ジャック・ナティエ -  カナダ モントリオール大学教授

第10回 1998年度
- 徳丸吉彦 -  日本 お茶の水女子大学教授
- 山口修 -  日本 大阪大学教授

第11回 1999年度
- 藤井知昭 -  日本 中部大学中部高等学術研究所教授、副所長

第12回 2000年度
- 間宮芳生 -  日本 桐朋学園大学特任教授、作曲家

第13回 2001年度
- 川田順造 -  日本 広島市立大学教授

第14回 2002年度
- 月溪恒子 -  日本 大阪芸術大学教授

第15回 2003年度
- スティーヴン・フェルド（英語版） -  アメリカ合衆国 ニューメキシコ大学教授

第16回 2004年度
- 山田陽一 -  日本 京都市立芸術大学教授

第17回 2005年度
- イ・マデ・バンデム（英語版） -  インドネシア インドネシア芸術大学ジョクジャカルタ校教授、学長

第18回 2006年度
- クリステル・マルム（英語版） -  スウェーデン ヨーテボリ大学教授

第19回 2007年度
- ユリ・シェイキン（ヤクート語版） -  ロシア 国立極地芸術・文化学院教授
- ジェラルド・グローマー (Gerald Groemer) -  日本 山梨大学教授

第20回 2008年度
- シムハ・アロム（英語版） -  フランス フランス国立科学研究センター名誉研究部長
- 蒲生郷昭 -  日本 東京文化財研究所名誉研究員

第21回 2009年度
- バーバラ・バーナード・スミス（英語版） -  アメリカ合衆国 ハワイ大学マノア校名誉教授
- ジョーゼフ・ジョルダーニア（英語版） -  オーストラリア メルボルン大学名誉研究員、トビリシ音楽院教授、同伝統多声楽研究センター国際部長

第22回 2010年度
- 沈洽 (Shen Qia) -  中華人民共和国 中国音楽学院教授
- チャールズ・カイル (Charles Keil) -  アメリカ合衆国 ニューヨーク州立大学バッファロー校名誉教授

第23回 2011年度
- イザーリイ・ゼムツォーフスキイ（英語版） -  アメリカ合衆国 スタンフォード大学音楽学部及びスラヴ学学部 元客員教授
- 李輔亨 (Lee Bo-Hyung / 이보형) -  大韓民国 韓国古音盤研究会会長

第24回 2012年度
- マリー・シェーファー -  カナダ トロント大学ロイヤル音楽院グレン・グールド・スクール教授、作曲家

第25回 2013年度
- ロベルト・ガルフィアス（英語版） -  アメリカ合衆国 カリフォルニア大学アーバイン校教授
- オペラシアターこんにゃく座  日本

第26回 2014年度
- 浜松市楽器博物館  日本
- 陳応時 (Chen Yingshi)（中国語版） -  中華人民共和国 上海音楽学院教授

第27回 2015年度
- マーガレット・カルトミ（英語版） -  オーストラリア モナシュ大学教授
- オタナザル・マチャクーボフ (Otanazar Matyakubov) -  ウズベキスタン ウズベキスタン国立音楽院（タシケント）教授

第28回 2016年度
- 時田アリソン (Alison Tokita) -  日本 京都市立芸術大学日本伝統音楽研究センター長
- パトリシア＝シーアン・キャンベル（英語版） -  アメリカ合衆国 ワシントン大学、ドナルド・E.　ピーターセン講座教授、音楽教育学・民族音楽学

第29回 2017年度
- フィリップ・V・ボールマン（英語版） -  アメリカ合衆国 シカゴ大学教授
- 薦田治子 -  日本 武蔵野音楽大学教授

第30回 2018年度
- デイヴィド・ヒューズ (David W. Hughes) -  イギリス ロンドン大学SOAS（東洋アフリカ学院）、音楽科および日本研究センター研究員

第31回 2019年度：授賞式は本来2020年6月11日に開催予定だったが、新型コロナ感染予防のため1年延期され、翌2021年6月3日開催の授賞式も、感染予防のため無観客で開催された。
- リチャード・エマート -  日本 武蔵野大学文学部日本文学文化学科教授、能楽資料センター研究員
- 財団法人 民主音楽協会  日本
- （特別賞）東京藝術大学音楽学部小泉文夫記念資料室  日本

## 参考サイト
- “小泉文夫記念資料室”.   東京藝術大学. 2024年7月27日閲覧。
  - 『小泉文夫音楽賞』。
  - 『小泉文夫年譜 > 1990年（平成2年）』。
  - 『第31回 小泉文夫音楽賞 最終授賞式』。
  -  (英語) Koizumi Prize - Koizumi Fumio Prize for Ethnomusicology